# Coryphantha borwigii
Coryphantha borwigii là một loài thực vật có hoa trong họ Cactaceae. Loài này được (J.A.Purpus) A.Berger mô tả khoa học đầu tiên năm 1929.